# Hugin y Munin

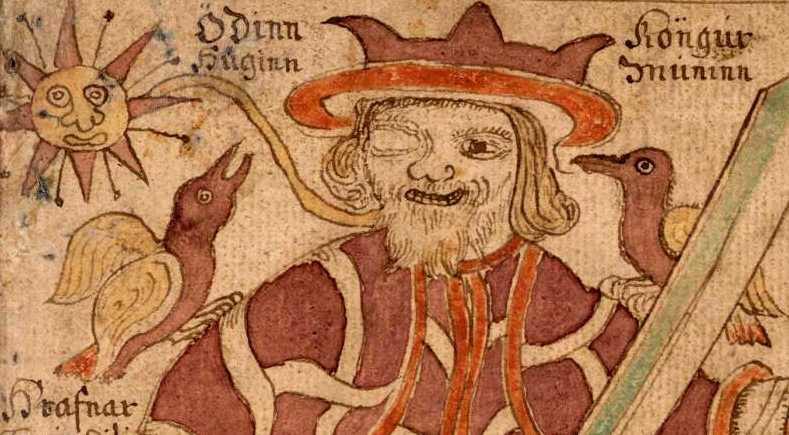
Hugin y Munin posados en los hombros de Odín en esta ilustración islandesa del siglo de la Edda prosaica. Reimpresión hecha en el siglo (SÁM 66).

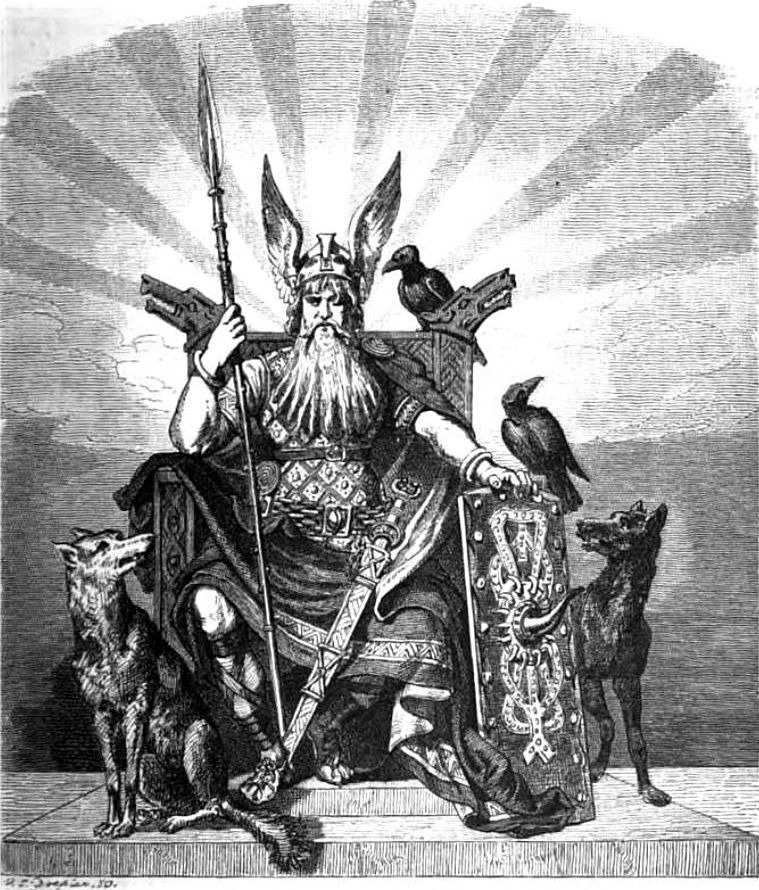
Odín entronizado y sosteniendo su lanza Gungnir, flanqueado por sus cuervos Hugin y Munin y sus lobos Geri y Freki, por Carl Emil Doepler (1882).

Para los personajes, vea Hugin y Munin (cómic).
En la mitología nórdica Hugin y Munin son un par de cuervos asociados con el dios Odín. Hugin y Munin viajaban alrededor del mundo recogiendo noticias e información para Odín. Hugin es el «pensamiento» y Munin es la «memoria». Ambos eran enviados al alba a recoger información y regresaban por la tarde. Se posaban en los hombros del dios y susurraban a sus oídos todas las noticias. A estos cuervos se debe que el kenning «dios cuervo» (Hrafnaguð) se utilizaba para referirse a Odín.

## Etimología
Los dos nombres tienen sus raíces en el nórdico antiguo..Las estrofas que los mencionan en el Grímnismál (Edda poética) son citadas textualmente en el Gylfaginning (Edda prosaica):
De Grímnismál:

| Huginn ok Muninn fljúga hverjan dag Jörmungrund yfir; óumk ek of Hugin, at hann aftr né komi-t, þó sjámk meir of Munin. | Hugin y Munin vuelan todos los días alrededor del mundo temo menos por Hugin de que no regrese, aún más temo por Munin. |
| Edda poética - Grímnismál, estrofa 20.                                                                                  | |

## Pruebas arqueológicas

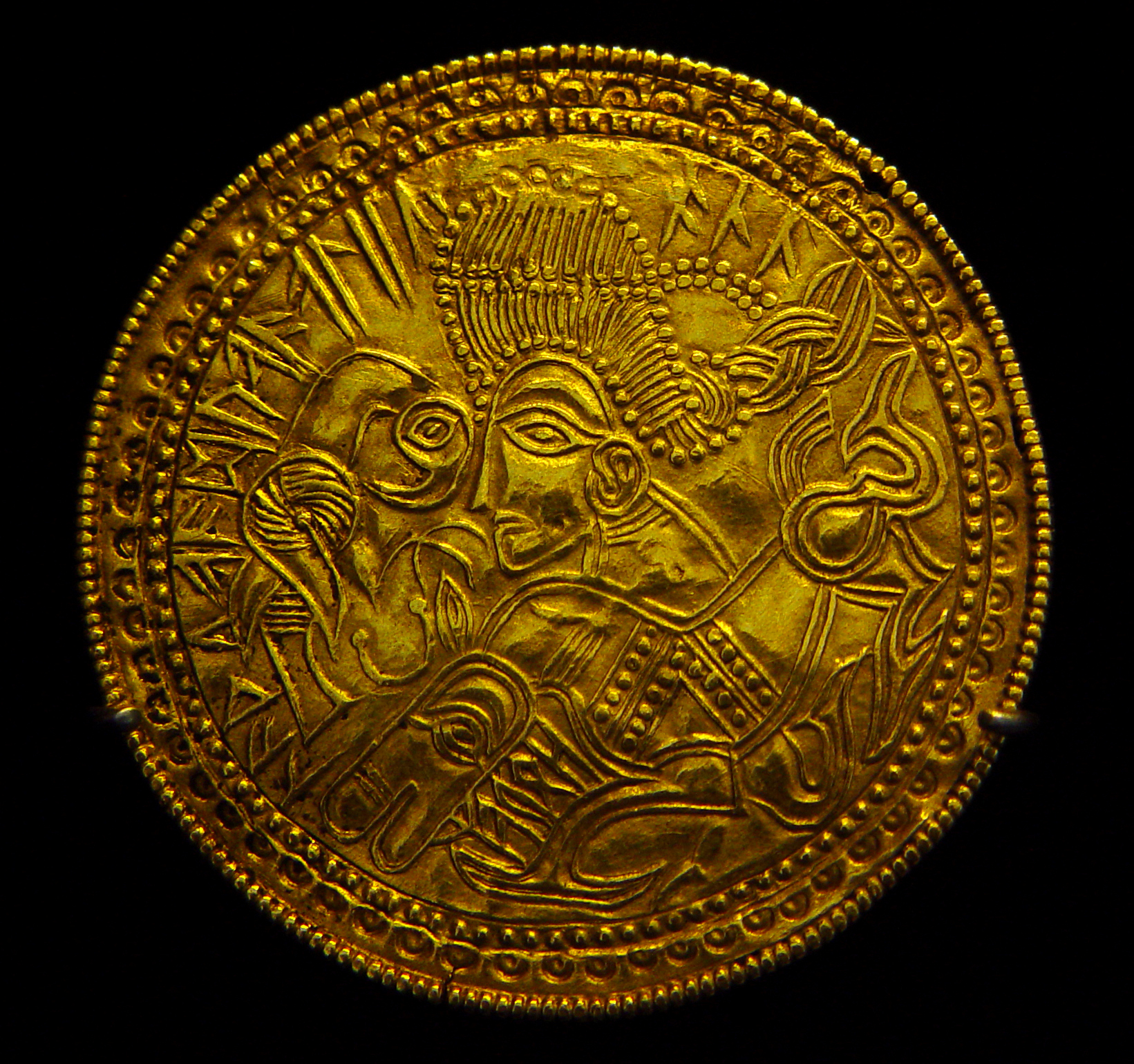
Bracteato de tipo C (DR BR42) que ofrece una figura por encima de un caballo, flanqueada por un pájaro.

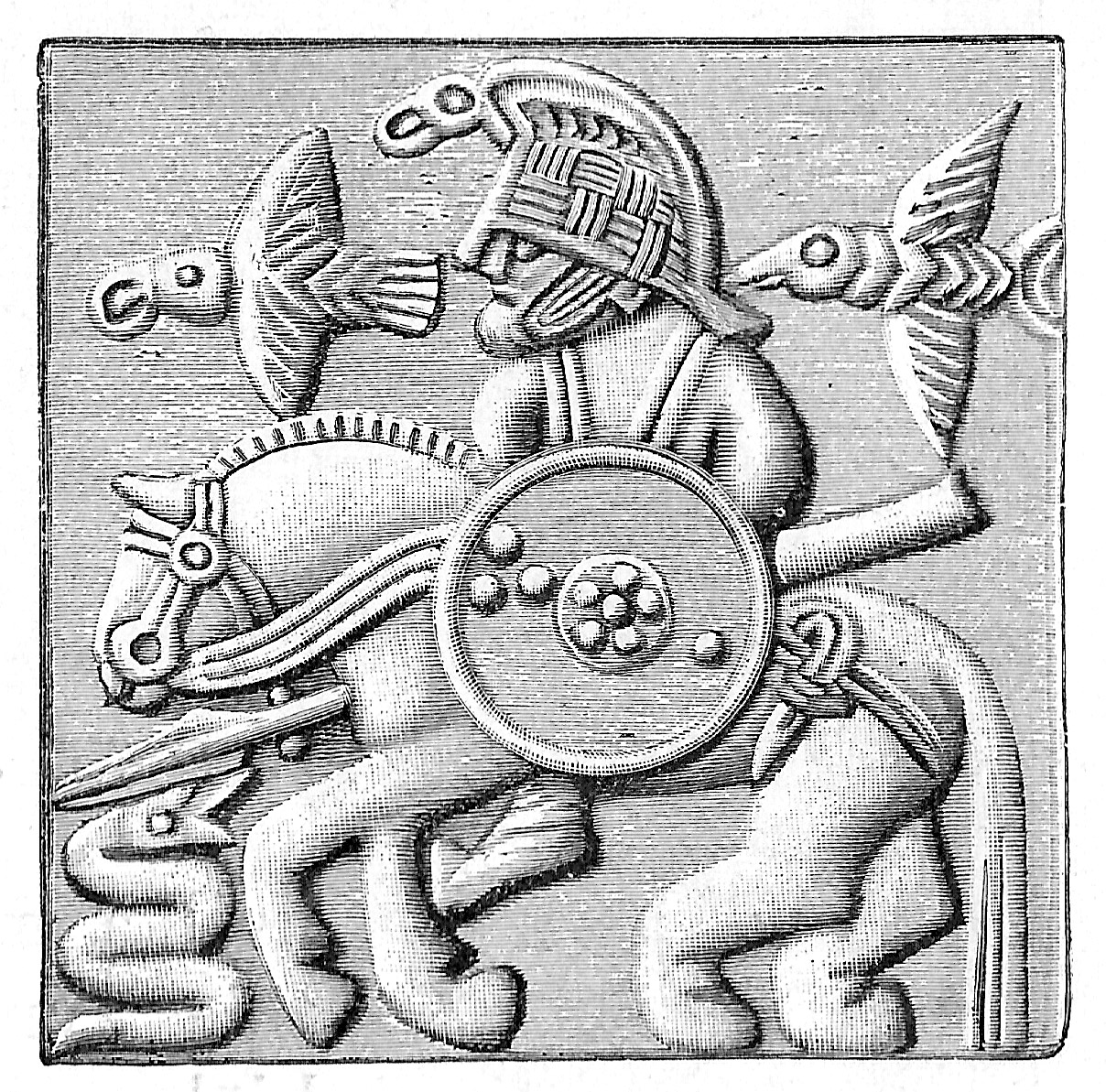
Placa de un casco era de Vendel que ofrece una figura a caballo, con una lanza y un escudo, y confrontado por una serpiente. Posiblemente Odín acompañado de sus cuervos.

Desde el período de las migraciones (siglos V y VI) se encuentran representaciones antropomórficas en bracteatos de oro como DR BR42 de Funen, Dinamarca, donde aparece una figura humana a caballo, equipada con lanza y acompañada de dos aves. La presencia de ambas se identifica con Hugin y Munin acompañando a Odín. Como se detalla en la Edda prosaica, los cuervos aparecen cerca de la oreja del hombre o del caballo. Los bactreatos se han encontrado en Dinamarca, Suecia, Noruega y en menor número Inglaterra y otras áreas al sur de Dinamarca. El austríaco Rudolf Simek especula que estos bactreatos representan la figura de Odín, acompañado de sus cuervos, y no exclusivamente como acompañantes en el campo de batalla, sino también en su función veterinaria y sanadora del caballo.
En Suecia se han hallado unas piezas de la era de Vendel (siglos VI y VII), mostrando una figura con casco y lanza, flanqueada por dos aves y se han identificado con Odín y sus cuervos.
Dos broches de la Edad del Hierro de Bejsebakke, norte de Dinamarca, muestran dos aves idénticas de origen germánico, que pueden representar a los cuervos. En la parte posterior de cada pájaro hay una especie de máscara, y los pies de las aves muestran lo que parecen ser cabezas de animales. Las plumas también se asemejan a cabezas de animales. El conjunto aparece como otra máscara en la espalda de las aves. Los pájaros tienen picos poderosos y colas a modo de abanico, indicando que son cuervos. Se supone que los broches servían para sujetar alguna prenda a los hombros, una vestimenta propia de la Edad del Hierro germánica. El arqueólogo Peter Vang Petersen opina que, mientras que el simbolismo de los broches está abierto a debate, la forma de los picos y las plumas de la cola confirma que son representaciones de cuervos. Petersen resalta que los «ornamentos en forma de cuervos, usados a pares, despiertan los pensamientos sobre los cuervos de Odín y el culto a Odín en la edad del Hierro germánica.» Petersen también resalta que Odín se asocia al disfraz y que las máscaras que aparecen sobre los cuervos pueden ser retratos de Odín. 
Unos fragmentos de tapices de Oseberg, descubiertos en el barco funerario vikingo de Oseberg en Noruega, tienen una escena que contiene dos pájaros negros que asoman sobre un caballo, posiblemente conduciendo un carro (como parte de una procesión de carros tirados por caballos sobre el tapiz). Examinando la tapicería, Anne Stine Ingstad interpreta estas aves como Hugin y Munin volando sobre un carro cubierto que contiene una imagen de Odín, comparándolas con las imágenes de Nerthus acreditadas por Tácito en el siglo I. 
Durante unas excavaciones en Ribe, Dinamarca, se recuperaron unos moldes de fundición de la era vikinga, uno original y once copias idénticas. Todas representaban a un varón con bigote equipado con un yelmo ornamentado con dos cabezas. El arqueólogo Stig Jensen especula sobre el propósito de estas ornamentaciones, que podrían interpretarse como Hugin y Munin, y la figura sería el mismo Odín. Jensen resalta que «imágenes vikingas similares aparecen en todas partes, desde Inglaterra hasta Rusia y, naturalmente, en el resto de Escandinavia.»
Un trozo de la estela rúnica conocida como Cruz de Thorwald (una estela emplazada en Kirk Andreas en la Isla de Man), muestra a un hombre barbudo armado con una lanza dirigida contra un lobo a sus pies, el pie derecho en la boca del animal y un gran pájaro encima del hombro. Andy Orchard menciona que el pájaro podría ser Hugin o Munin, La rundata la ha fechado hacia 940, mientras que Pluskowski opina que pertenece al siglo XI. La imagen se interpreta como Odín siendo devorado por el monstruoso lobo Fenrir durante los acontecimientos del Ragnarök.
En noviembre de 2009, el museo de Roskilde anunció el descubrimiento y posterior exposición de la figura nielada encontrada en Lejre, Dinamarca, conocida como Odín de Lejre. La pieza de plata muestra a una persona sentada en un trono Hliðskjálf, los dos animales como los lobos Geri y Freki, y los dos pájaros, como los cuervos Hugin y Munin.

## Teorías
Los investigadores han vinculado una relación de Hugin y Munin con prácticas chamánicas. John Lindow especifica la habilidad de Odín para enviar su «pensamiento» (Hugin) y «mente» (Munin) mediante un viaje en trance como chamán. Lindow pone como ejemplo una estrofa de Grímnismál, donde Odín se muestra preocupado por el regreso de sus cuervos, pues «sería algo coherente con el peligro de que el chamán se enfrenta durante un viaje en estado de trance.»
Rudolf Simek se muestra crítico con el enfoque, declarando que «se han hecho intentos de interpretar a los cuervos de Odín como una personificación de los poderes intelectuales de la divinidad, pero esto solo se puede suponer a partir de los nombres mismos de Hugin y Munin, que probablemente no habrían sido inventados mucho antes que los siglos IX y X.» Hasta la fecha, los dos cuervos, como compañeros de Odín, parecen provenir de tiempos más antiguos. Simek apuesta por Hugin y Munin como cuervos con mayor simbolismo en el mundo germánico, incluyendo el estandarte del cuervo (descrito en crónicas inglesas y sagas nórdicas), una divisa en la que se tejió con un método que permitía, cuando ondeaba al viento, aparecer como un cuervo batiendo las alas.
Anthony Winterbourne vincula a Hugin y Munin con el concepto nórdico de la fylgja, un concepto basado en tres características: la habilidad de cambiar de formas, buena fortuna y el espíritu guardián de la hamingja —la doble personalidad fantasmal— capaz de presentarse en formas animales. Winterbourne afirma que «el viaje chamánico por las diferentes fases del cosmos está simbolizado en el concepto —hamingja— cambiante de formas, y gana otra dimensión simbólica del alma nórdica en la cita de los cuervos de Odín, Hugin y Munin.»  En respuesta a la postura crítica de Simek, que pretende justificar filosóficamente a los cuervos, Winterbourne afirma que «tales especulaciones [...] simplemente refuerzan el significado conceptual que hace plausible otras características de la mitología» y que los nombres Hugin y Munin «exigen más explicaciones de las que normalmente se ofrecen.»
Bernd Heinrich teoriza que Hugin y Munin, junto con Odín y sus lobos Geri y Freki, reflejan una simbiosis que se observa en el mundo natural entre los cuervos, lobos y los seres humanos en la caza:

«En una simbiosis biológica, un organismo apunta típicamente alguna debilidad o deficiencia sobre otro(s). Al igual que en una simbiosis, Odín es el padre de todos los seres humanos y los dioses, aunque en forma humana era él mismo imperfecto. Como una entidad separada, le faltaba la percepción de profundidad (por tener un solo ojo) y aparentemente desinformado y olvidadizo. Pero sus debilidades fueron compensadas por sus cuervos, Hugin (mente) y Munin (memoria) que formaban parte de él. Se posaban sobre sus hombros y reconocian los confines de la tierra todos los días para volver por la noche y darle noticias. También tenía dos lobos a su lado, y el hombre asociado dios-cuervo-lobo era como un solo organismo en el que los cuervos eran los ojos, la mente y la memoria, y los lobos los proveedores de carne y alimento. Como dios, Odin era parcialmente etéreo —solo bebía vino y hablaba solo en la poesía. Me pregunté si el mito de Odin era una metáfora que, de forma juguetona y poética, encapsula el conocimiento antiguo de nuestro pasado prehistórico como cazadores en asociación con dos aliados para producir una poderosa alianza de caza. Ello reflejaría un tiempo pasado que ya hemos olvidado y cuyo significado se ha oscurecido y deshilachado pobremente cuando abandonamos nuestras culturas de caza para convertirnos en pastores y agricultores, para quienes los cuervos actúan como competidores.»

## Influencia moderna

### Cómics Marvel
Hugin y Munin aparecen en el cómic Thor. La primera vez en el número #274 de agosto de 1978, y fueron adaptados de la mitología nórdica por John Buscema y Roy Thomas. También aparecieron en varias otras ediciones de Thor, que también incluye presentaciones en eventos que involucran a múltiples personajes del Universo Marvel, como Los Vengadores, Crystal, Sabretooth y X-men. Durante los eventos de Vengadores: La Caída de Asgard, en la que todos los miembros del equipo han pasado por acontecimientos que conducirían a la final del grupo, Thor se enfrenta al Ragnarök. En la cronología de las historias, Odín había muerto meses antes de enfrentarse a Surtur y Thor tanto hereda el trono como los poderes de su padre. Durante los acontecimientos, pierde esos poderes y son los cuervos quienes muestran a Thor que debe superar las pruebas para poner fin al Ragnarök.

### Metal
Hugin Munin es una banda de viking metal de Santos, São Paulo, Brasil creado en 2007 y con varios álbumes editados en su carrera musical. Su primer álbum comercial fue Viking Brothers (2009) y le siguió Ten Thousand Spears for Ten Thousand Gods (2011).
La banda danesa de Folk Metal Svartsot presenta en la portada de su primer trabajo discográfico Ravnenes Saga a los cuervos Hugin y Munin.

### World of Warcraft
En su extensión de lore del universo Warcraft, a raíz de la expansión de World of Warcraft: Legion, el videojuego de Blizzard Entertainment presentó el personaje de Odyn, un Vigía Titánico guardián de las Cámaras del Valor. Las misiones en el juego asignadas por Odyn, son transmitidas a los jugadores a través de dos cuervos, llamados Huginn y Muninn.[cita requerida]

### Brawlhalla
El 13 de octubre de 2021, se agregó a Munin como uno de los personajes jugables. En este juego se reimagina al personaje como una cuervo hembra que además es cantante de rock. Usa un arco y una guadaña como armas y sus ataques especiales consisten en atacar con notas musicales. Skins especiales permiten usar a su hermana Hugin, quien juega de la misma manera.

### Ace Combat
En la séptima entrega numeral en el mundo de Strangereal en su misión final te enfrentas contra dos ADF-11F "Raven", llamados Hugin y Munin, los cuales tenían sus sistemas actualizados con una IA que usa los datos de un piloto de cazas experto antes de que el Dr. Schroeder destruya los datos pues había rectificado y decidió parar la creación de más drones con los datos de ese piloto. Ambos drones causaron bajas masivas de pilotos que intentaron destruirlos siendo el objetivo de los drones enviar copias de la nueva versión a drones que no están actualizados y fábricas de drones para así perpetuar la guerra.